# Kauba
Kauba is een historisch merk van motorfietsen en scooters.
De bedrijfsnaam was: Ing. Otto Kauba, Wien.
Dit was een Oostenrijks fabriekje dat van 1951 tot 1955 een beperkte oplage lichte motorfietsen en scooters met 98- en 124cc-Rotax-Sachs-tweetaktmotoren bouwde. Ze werden ook onder de merknaam Lux verkocht.